# Maggie Chapman

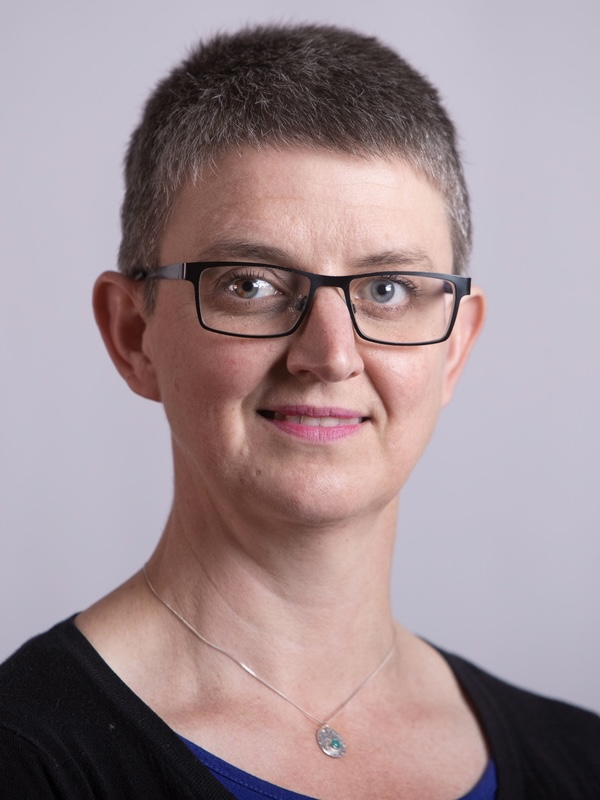
Foto de Maggie Chapman (2021).

Maggie Chapman (nascida em 27 de junho de 1979) é uma política e conferencista zimbabuana-escocêsa, mais conhecida como a atual co-coordenadora do Partido Verde Escocês com Patrick Harvie. Foi conselheira para a ala Leith Walk do Conselho da Cidade de Edimburgo de 2007 a 2015 e representou os Scottish Greens na Comissão Smith para uma maior delegação de poderes ao Parlamento Escocês.
Chapman é a atual reitora da Universidade de Aberdeen, tendo sido eleita em 2014 e novamente em 2018.

## Juventude e educação
Chapman nasceu em 1979 na Rodésia do Sul. A sua família havia-se mudado da África do Sul para a Rodésia em 1978 para que o seu pai assumisse o cargo de diretor da faculdade de música. Ela cresceu lá, educada em uma escola mestiça, com o país tendo alcançado a independência como Zimbábue, enquanto ela era uma criança. A sua mãe era uma enfermeira que trabalhava como em operações e partos.
Chapman mudou-se para a Escócia para estudar Zoologia na Universidade de Edimburgo, graduando-se em 2001. Ela passou a completar um mestrado em Gestão Ambiental na Universidade de Stirling, em 2003, e em seguida, retornou à Universidade de Edimburgo para estudar para um PhD em Geografia. Como estudante, ela havia sido ativista da Associação de Estudantes da Universidade de Edimburgo.

## Vida profissional
Chapman trabalhou no oeste da Escócia em Gestão Ambiental e como cuidadora comunitária em Edimburgo.
Até junho de 2015, ela foi professora de geografia cultural, ética ambiental e justiça social na Edinburgh Napier University. Ela mantém um papel no ensino através do seu apoio ao Educational Institute of Scotland.
Em meados de 2015, ela assumiu um posto no Centro de Recursos para Mulheres Muçulmanas em Dundee.

## Vida pessoal
Ela toca violino e gosta de explorar a Escócia.